# Sandur
Sandur fou un estat tributari protegit el més petit dels cinc estats dependents directament de la presidència de Madras, rodejat pel districte de Bellary. La superfície era de 417 km² i tenia 20 pobles amb una població el 1901 d'11.200 habitants dels quals almenys un terç vivien a la capital Sandur (ciutat). Entre les seves elevacions destaca la muntanya Ramanmalai, de 1009 metres.

## Població
La població de Sandur era:
- 1871: 14.996
- 1881: 10.532
- 1901: 11.200
- 1931: 13.853

De la població uns dos mil habitants eren musulmans i la resta hindús. la principal casta era la dels lingayats, seguida dels bedars, sadars, madigues, kurubes i bramans. La llengua principal era el canarès.

## Govern
L'administració estava dirigida pel diwan en nom del raja. Estava sota autoritat del col·lector de Bellary que era ex officio, agent polític a l'estat. La llei prevalent era la consuetudinària.

bandera

## Bandera
La bandera era rectangular de color safrà, el color dels marathes, amb els colors de la nissaga Ghorpade al cantó (rectangular horitzontal negre sobre blanc).

## Història
Els Ghorpade portaven el nom perquè el primer va escalar (segons la llegenda) la paret d'una fortalesa aferrat a una iguana (ghorpad en llengua marathi) que pujava per la paret; l'avi del primer sobirà de Sandur (Siddoji Rao I), s'anomenava Malaji, i va estar al servei del sultanat de Bijapur; els seus tres fills es van unir a la revolta maratha contra el sultà; el fill Biraji fou el pare de Siddoji Rao, i va rebre els títols hereditaris de Hindu Rao i Mamalikat (Mamlukat) Madar ("centre de l'estat"), que van portar sempre els rages de Sanpur, de mans de Sambhaji, el sobirà maratha (1680-1689). Aquest Siddoji va ser el pare de Gopal Rao que té una fosca posició, ja que en algunes fonts apareix com a sobirà (vers 1715 o 1731-1777); Siddoji Rao I es va apoderar del territori de Sandur a costa del poligar local, un bedar, el 1713 o 1728 segons les fonts.
El fill gran i successor de Siddoji fou el famós Morari Rao de Gooty, i va succeir al seu pare en el govern de Sandur. En la campanya de 1775-1776 Haidar Ali, després d'ocupar Bellary, li va arrabassar Gooty i el va enviar a la fortalesa de Kabbaldurga a Mysore, on va morir poc després (1777). Haidar Ali va annexionar el principat i va començar la construcció de la fortalesa de Krishnanagar que encara es conserva; fou acabada pel seu fill Tipu Sultan. Morari Rao va tenir dos fills, però els dos van morir en la infància, i va adoptar a un cosi llunyà, de nom Siva Rao, que va morir en lluita contra Tipu Sultan el 1785; el va succeir el seu fill Siddoji Rao II, aleshores de 2 anys, sota regència del seu oncle Venkata Rao I, que el 1790, en nom del seu púpil, va atacar i expulsar a la guarnició de Tipu Sultan i va recuperar Sandur. En el tractat de pau del 1792 els Ghorpades van poder conservar Sandur com herència de la família però no hi van residir mentre Tipu fou viu. Siddoji va morir el 1796, amb 13 anys, i la vídua va adoptar a un cosí anomenat Siva Rao. Mort Tipu Sultan a Seringapatam el 1799, Siva Rao i Venkata Rao van anar a Sandur i governaven allí com a jagirdars quan el districte de Bellary fou organitzat pels britànics.
En aquest temps, el peshwa Baji Rao II (1796-1818) va concedir l'estat a un oficial de nom Jaswant Rao, que s'havia distingit en l'exèrcit dels Sindhia. Però la cessió no es va poder implementar i Siva Rao va continuar dominant la comarca; no obstant el peshwa va considerar a Siva Rao com a vassall rebel; segons el tractat de Bassein del 31 de desembre de 1802 entre el peshwa i els britànics, aquestos havien d'ajudar al primer a sotmetre als seus vassalls rebels; el 1815 el peshwa va intentar conquerir Sandur on va anar amb tropes, sota pretext d'una peregrinació al santuari de Kumaraswami. Siva Rao va bloquejar els passos i només va permetre el pas de Baji Rao II i alguns servidors, fins al temple, i retornar; llavors va demanar ajut als britànics i aquestos van enviar a Munro amb un contingent des de Dharwar, exigint la rendició del principat. Siva Rao va entregar el seu domini sense lluitar i de manera digna, i va rebre un territori zamindari al districte de Bellary (27 d'octubre de 1817). Però poc després el peshwa i els britànics van entrar en conflicte i es va iniciar la tercera Guerra Anglo-maratha que va acabar el 3 de juny de 1818 amb la deposició de Baji Rao II. Munro llavors va recomanar la restitució de Sandur a Siva Rao, i el govern ho va concedir. El 1826 Siva Rao va rebre un sanad formal de possessió del govern de Madras.
Siva Rao va morir el 1840 i el va seguir el seu nebot Venkata Rao II, al que havia adoptat. Aquest va morir el 1861 i el va succeir el seu fill Sivashanmukha Rao. El 1876 va rebre el títol de raja hereditari. Va morir el 1878 i el va succeir el seu germà Ramachandra Vitthala Rao, mort el 1892, i va pujar al tron el seu fill menor d'edat Venkata Rao III que va morir sense fills el 24 de juliol de 1927 i la vídua Ganjendragad va adoptar el 5 de maig de 1928 com a successor a Yashwant Rao, nascut el 1908. Aquest va accedir a l'Índia el 1947 i va governar fins al 1948. Va morir el 1996 amb 88 anys.

## Arqueologia
- Fortalesa de Krishnanagar
- Fortalesa de Ramandrug
- Temple de Kumaraswami (2 km al sud de Sandur (ciutat) datat almenys del 950

## Família Ghorpade
- Meherban Shrimant Bhimsinh Raje Ghorpade Bahadur, de Mudhol
  - Kheloji Ghorpade (fill)
    - Maloji Ghorpade (fill)
      - Akhaji Ghorpade (fill)
        - Karnasinh Ghorpade (fill)
          - Cholraj Ghorpade (fill)
            - Vallabhsinh Ghorpade (fill)
              - Bahirji Ghorpade (fill)
                - Malojirao Ghorpade, al servei de Bijapur, en una partició dels dominis familiars el 1637 va rebre 36 pobles prop de Vijayanagar. Va entrar després al servei de Shahji Bhonsle i va servir sota Sivaji el Gran i sota Sambhaji. Va conquerir Gingee el 1677; fou senapati (comandant en cap) maratha el 1687-1689.
                  - Bahirjirao (Biraji Rao) Sahib Ghorpade, va rebre el títol d'Hindurao de Sivaji (1687); presoner dels mogols a Bijapur el 1689, va poder fugir i revoltat va fundar un principat a l'entorn de Gooty vers 1697-1700, i va morir el 1708
                    - Siddoji Rao (Sidhoji Rao) va conquerir Sandur (1713 o 1728). Mort el 1731.
                      - Murar Rao o Morari Rao (Murarji Rao), successor 1731
                      - Gopal Rao (germà) apareix en algunes fonts com a sobirà.

## Llista de sobirans (hindu rao i mamalikat, des de 1876 raja)
- Sidhoji Rao I (Siddoji Rao o Sidalji Rao) 1713 - 1731
- Murar Rao (Morari Rao) 1731 - 1777
- Shiva Rao I 1777 - 1785
- Sidhoji Rao II (Siddoji Rao o Sidalji Rao) 1785 - 1796 
  - Venkata Rao I (oncle, regent) 1785-1796
- Shiva Rao II 1796 - 1817
- Baji Rao (II), peshwa de Poona 1817 - 1818
- Shiva Rao II (restaurat) 1818 - 1840
- Venkata Rao II 1840 - 1861
- Shivasammukha Rao 1861 - 1878
- Ramachandra Vitthala Rao 1878 - 1892
- Venkata Rao III 1892 - 1927
- Interregne 1927-1928
- Yashwant Rao 1928 - 1948 (+1996)